# Mark Cerny

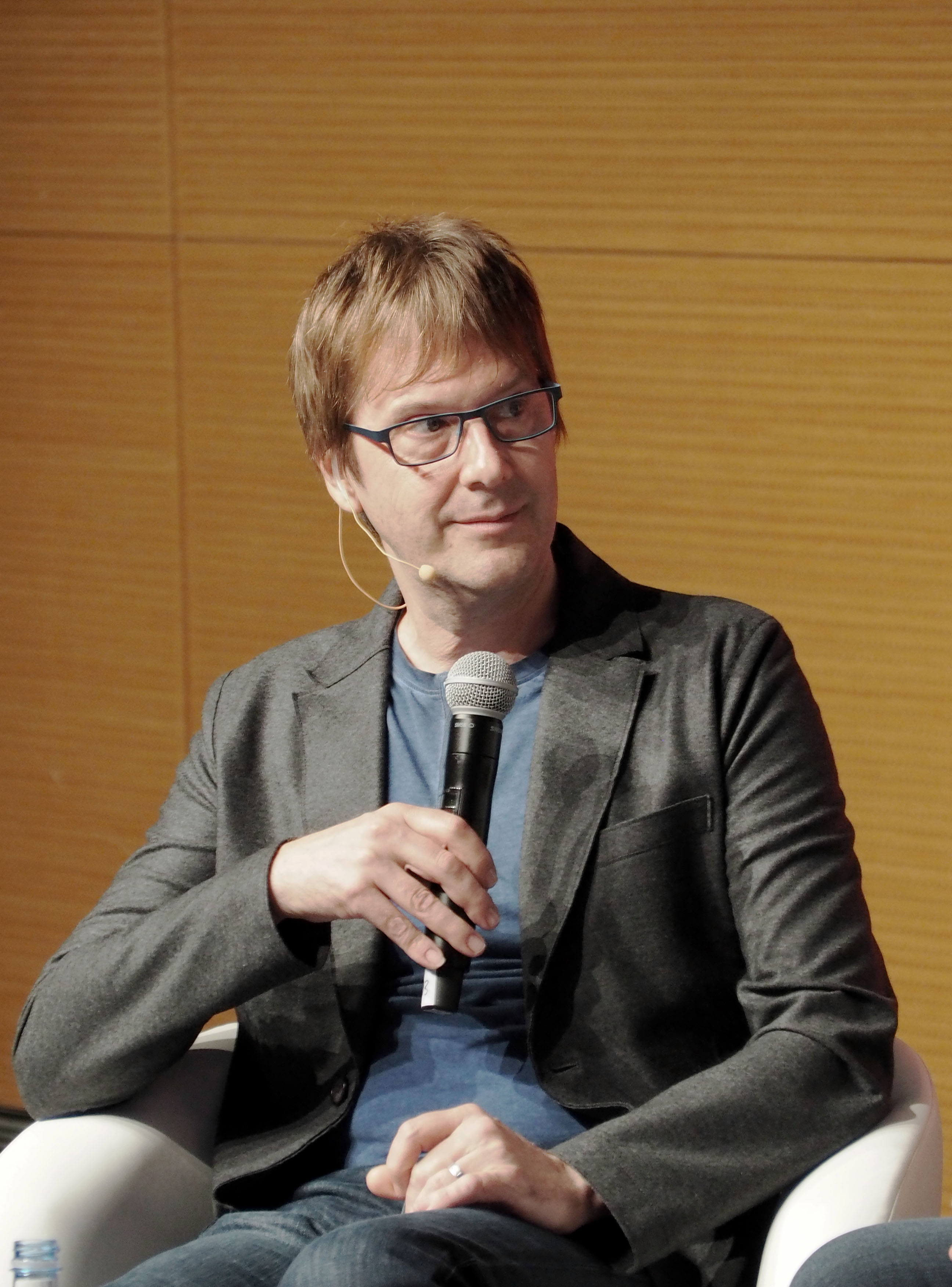
Mark Cerny (2018)

Mark Cerny (* 1964) ist Präsident von Cerny Games, das er 1998 gegründet hat. Er ist in der Computerspielindustrie als Game Designer, Programmierer, Produzent, Manager und Berater tätig gewesen. Cerny war unter anderem als Lead System Architect für die technische Konzeption der Spielkonsole PlayStation 4 verantwortlich. 2004 wurde er von der International Game Developers Association mit dem Preis für sein Lebenswerk ausgezeichnet und 2010 von der Academy of Interactive Arts & Sciences in die AIAS Hall of Fame aufgenommen.

## Karriere

### Persönliches und Anfänge bei Atari
Cernys Eltern waren Angestellte der University of California, Berkeley, wo er aufwuchs. Er übersprang nach eigenen Angaben einige Schulklassen und besuchte bereits mit 13 Jahren die ersten Universitätskurse. Cerny ist mit einer Japanerin verheiratet.
Die Karriere des Programmier- und Arcade-Spiele-Fans Cerny begann 1982, im Alter von 17 Jahren, als Angestellter von Atari. In diesen frühen Tagen der Spieleentwicklung waren die Entwicklerteams noch klein und die Projektbeteiligten erfüllten eine größere Zahl an Aufgaben als in heutiger Zeit. Als Cernys erster großer Erfolg wird üblicherweise Marble Madness genannt, an dem er im Alter von 18 Jahren als Designer tätig war und über die Nachfolgerfirma Atari Games veröffentlicht wurde.

### Tätigkeiten für Sega und Crystal Dynamics
1985 wechselte Cerny für sieben Jahre zum japanischen Spielepublisher und Konsolenhersteller Sega, für den er sowohl in Japan als auch den Vereinigten Staaten tätig war. Dort arbeitete er unter anderem an Sonic the Hedgehog 2. In Japan lernte er auf der Hochzeit eines Freundes auch seine spätere Ehefrau kennen. 1992 ging er zu Crystal Dynamics, wo er in der Produktentwicklung arbeitete. 1993 erfuhr Cerny von den Plänen Sonys, mit einer neuen Spielkonsole in den Computerspielmarkt einsteigen zu wollen. Cerny, der aus seiner Zeit bei Sega die japanische Sprache beherrschte, reiste nach Tokyo, um für Crystal Dynamics die Bereitstellung eines Entwicklerkits zu erbitten, die Sony zu diesem Zeitpunkt jedoch ausschließlich an japanische Entwickler vergab. Einer der Gründe war, dass das Lizenzabkommen nur in japanischer Sprache vorlag. Cerny, obwohl nicht unterschriftsberechtigt, unterzeichnete den Vertrag und erhielt durch die Fürsprache des Sonymanagers Shūhei Yoshida ein Entwicklerkit genehmigt. Crystal Dynamics wurde damit zum ersten amerikanischen Entwicklerstudio, das eine Lizenz für die Entwicklung von PlayStation-Spielen erhielt. Die berufliche Zusammenarbeit mit Yoshida blieb auch in den folgenden Jahren eine Konstante in Cernys Karriere.

### Aufbau der Universal-Spielesparte
1994 wurde Cerny Vice President der neugegründeten Universal Interactive Studios, Ende 1996 schließlich President. Für seinen Arbeitgeber nahm er die Spieleentwickler Naughty Dog und Insomniac Games unter Vertrag, mit denen er für die PlayStation an den Spieleserien Crash Bandicoot und Jak and Daxter (Naughty Dog) bzw. Spyro the Dragon und Ratchet & Clank (Insomniac Games) arbeitete. Vor allem Crash Bandicoot entwickelte sich zu einem der erfolgreichsten Titel der ersten PlayStation-Konsole. Die Vermarktung übernahm dabei Sony Computer Entertainment, deren Geschäftsführer Ken Kutaragi persönlich Shuhei Yoshida zum Produzenten für Cernys Entwicklerstudios ernannte. Yoshida ermöglichte Cerny auch als erstem amerikanischen Entwickler einen exklusiven Zugang zu einer Entwicklungsversion der PlayStation 2, um so Naughty Dog und Insomniac Games die Möglichkeit zu geben, Spiele für den Verkaufsstart der neuen Konsole im Jahr 2000 entwickeln zu können.

### Tätigkeiten für Sony und Entwicklung der PlayStation 4
2001 übernahm Sony Naughty Dog, und auch Insomniac Games band sich vertraglich an den Konsolenhersteller. Auf Bestreben Yoshidas wurde aus Naughty Dog heraus das sogenannte ICE-Team, Initiative for a Common Engine, gegründet, das grundlegende Entwicklungswerkzeuge für alle Sony-Entwicklerstudios für die kommende PlayStation 3 entwickeln sollte. Yoshida erreichte außerdem, dass die strikte Trennung von Hardware- und Software-Teams innerhalb Sonys gelockert und Mitglieder des ICE-Teams in die Hardware-Abteilung in der Tokyoter Firmenzentrale eingebettet wurden, darunter auf Bitten Yoshidas auch Mark Cerny.

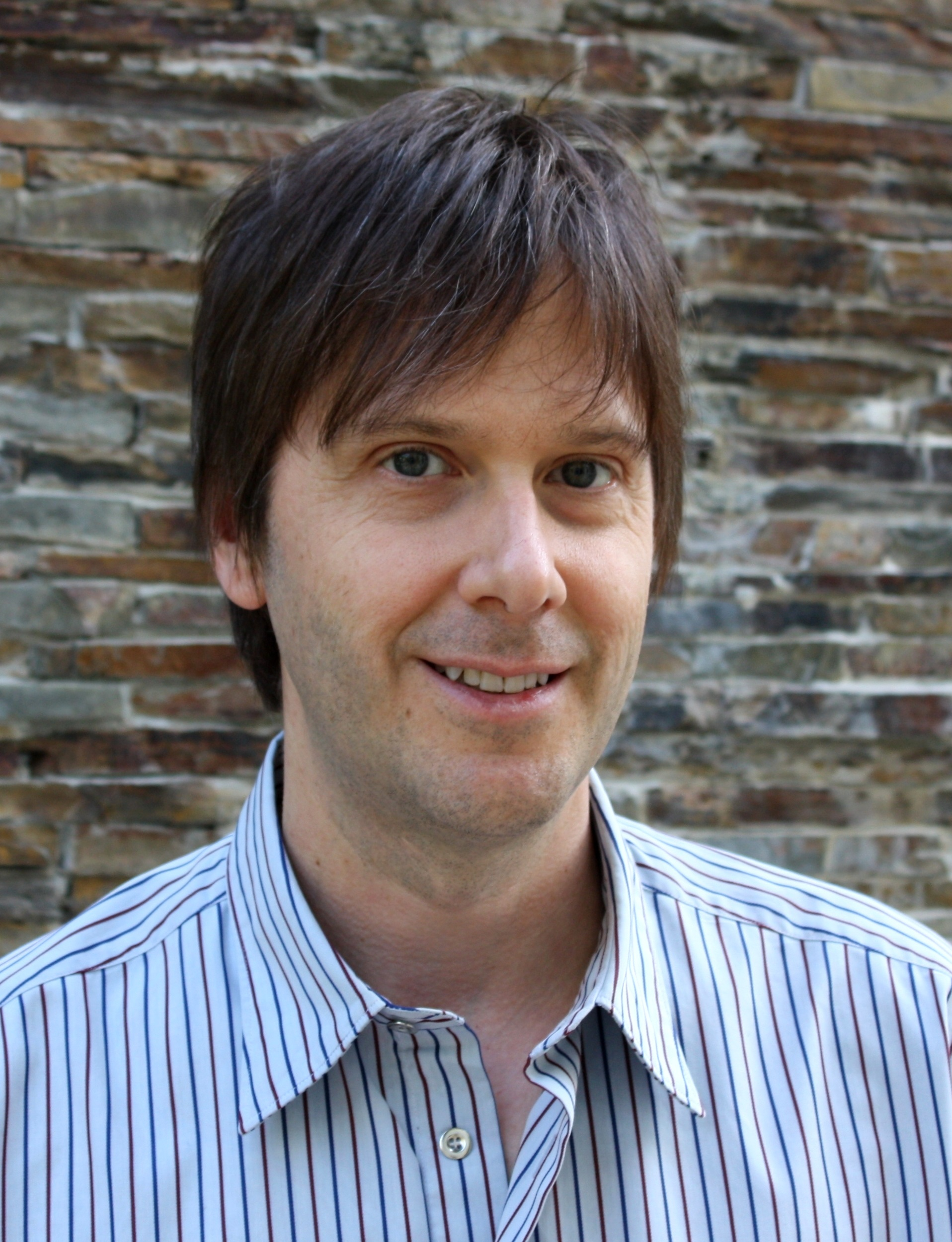
Mark Cerny (2010)

2008 wechselte Yoshida als neuer Präsident der Sony Computer Entertainment Worldwide Studios zurück nach Japan. Im selben Jahr wurde Cerny mit Unterstützung Yoshidas zum Lead System Architect für die Entwicklung der nächsten Spielkonsole PlayStation 4 ernannt. Cerny hatte sich auf den Posten beworben, die Ernennung des Softwarespezialisten für die Position des leitenden Hardwareentwicklers galt dennoch als ungewöhnlich. In Zusammenarbeit mit Yoshida bemühte sich Cerny um einen Wandel der Entwicklungskultur. Die vorherigen Entwicklungen waren geprägt von der Autorität des PlayStation-Erfinders Ken Kutaragi, wozu auch die strikte Trennung zwischen Hard- und Softwareabteilungen zählte. So wurde der für alle internen Spieleentwicklungen zuständige Yoshida erst zwei bis drei Wochen vor der erstmaligen öffentlichen Präsentation der PlayStation 3 gebeten, einen vorzeigbaren Spiele-Prototyp für die Demonstration der eingebauten Bewegungssensoren bereitzustellen. Das Vorhandensein der Sensoren war Yoshida zuvor nicht bekannt gewesen. Auch insgesamt stieß die PlayStation 3 auf Kritik bei Softwareentwicklern, unter anderem weil die Programmierung für die ungewöhnliche PlayStation-Hardware (z. B. Cell-Prozessor) als schwierig galt. Dementsprechend fiel das Softwareangebot zum Start der PlayStation 3 sehr dünn aus und führte zusammen mit dem hohen Preis der Konsole zu einem schwachen Verkaufsstart und damit letztlich dem Verlust der Marktführerschaft. Cerny entschied sich stattdessen für einen kollaborativen Ansatz und bezog sowohl interne als auch externe Entwicklerteams in die Konzeption der Konsole ein, um diese an die Bedürfnisse der Spieleproduzenten anzupassen (vgl. Abschnitt zur Arbeitsphilosophie). Dazu zählte auch die Abkehr von individuellen Prozessorlösungen und stattdessen der Wechsel auf die gängige x86-Architektur. Die Entscheidung über die Verdopplung des Arbeitsspeichers von vier auf acht Gigabyte wurde nach Beschwerden von Randy Pitchford, CEO des unabhängigen Entwicklers Gearbox Software, getroffen. Von unabhängiger Entwicklerseite erhielt Sony für seine Designentscheidung letztlich positiven Zuspruch. Mit Blick auf den Kunden lag das Ziel bei einem möglichst niedrigen Verkaufspreis. Tatsächlich kam die PlayStation 4 im Vergleich zur Konkurrenzkonsole Xbox One mit einem 100 Dollar/Euro niedrigeren Startpreis auf den Markt.
Am 20. Februar 2013, bei der offiziellen Produktvorstellung der PlayStation 4 in New York City, wurde Mark Cerny offiziell als leitender Systemarchitekt der Konsole vorgestellt. Cerny präsentierte zudem erstmals den von ihm entwickelten Launchtitel der Konsole Knack.

### Entwicklung der PlayStation 5
Die Leistung der PlayStation 5 wurde von Mark Cerny persönlich, der wieder als leitender Systemarchitekt tätig war, am 18. März 2020 in einem Live-Stream vorgestellt.

## Arbeitsphilosophie
Anhand seiner persönlichen Erfahrung der „Dos and Don'ts“ der Spieleindustrie entwickelte er die sogenannte „Cerny-Methode“, eine Strategie für die Entwicklung von Computerspielen. Seine Methode favorisiert eine frei gestaltbare Vorproduktion, in der die Brauchbarkeit des Spielkonzepts noch vor Beginn der Vollproduktion ausgetestet wird. Er plädiert beispielsweise dafür, dass wenn nicht bereits der erste produzierte Level den Kunden begeistern könne, die gesamte Spielidee aufgegeben werden sollte, bevor zu viel Energie in das Projekt investiert wird. Um dies feststellen zu können, empfiehlt Cerny die Entwicklung eines kurzen, für das Spielkonzept repräsentativen und qualitativ hochwertigen Prototypen, der spielbar ist und mit Hilfe von Zielgruppen-Tests ausgewertet werden kann. Das daraus gewonnene Feedback kann anschließend zur Verbesserung des Spiels genutzt werden. Auf diese Weise kann das Risiko minimiert werden, dass eine Produktion an den Interessen der Spieler vorbeiläuft. Cerny wendete diese Methode erstmals Mitte der 1990er an, als er Leute auf der Straße ansprechen ließ und zu Testzwecken ins Entwicklerstudio einlud. Die Reaktion der Tester wurden mit Hilfe von Videorekordern aufgezeichnet und anschließend ausgewertet. Diese Vorgehensweise wurde mit Zeit weiter verbessert und hatte großen Einfluss innerhalb der Spieleentwicklung.

## Ehrungen
Die International Game Developers Association (IGDA) zeichnete Cerny 2004 im Rahmen der Game Developers Choice Awards mit dem Preis für sein Lebenswerk aus. Die Begründung lautete: „Es ist schwer einen Alleskönner zu finden, der nicht nur die High-Level-Vision für großartiges Spieledesign besitzt, sondern der auch als der Kitt wirken kann, der alle Teile zusammenhält. Seine ungewöhnlichen, aber hocheffizienten Methoden haben uns einige der unterhaltsamsten Spiele der Geschichte beschert.“ Er wurde als „exzellenter Teamarbeiter“ bezeichnet. Sein Erfolg beruhe nicht nur auf der Anzahl an Spielen, an denen er gearbeitet habe, sondern auch auf ihrer Qualität und dem kommerziellen Erfolg, der sich in Verkaufszahlen von mehreren Millionen Exemplaren niederschlägt.
Bei den 13. Interactive Achievement Awards der Academy of Interactive Arts & Sciences (AIAS) im Jahr 2010 wurde Mark Cerny in die Hall of Fame aufgenommen. AIAS-Präsident Joseph Olin begründete dies folgendermaßen: „Von allen Spieleentwicklern kommt Mark Cerny einem modernen Da Vinci am nächsten. Was er tut, beschränkt sich nicht auf einen einzelnen Aspekt der Spieleentwicklung, er ist wirklich ein Renaissance-Mensch. Er ist ein vielseitig versierter Game Designer, Produzent, Programmierer und Technologe, spricht fließend Japanisch und ist einer der führenden westlichen Experten für den japanischen Spielemarkt. Er ist außerdem einer der wenigen hochrangigen Eigenständigen in einem Businessbereich, der von Institutionen beherrscht wird.“

## Ludografie (Auszug)
- Major Havok (1983, Arcade) – Programmierer, Designer
- Marble Madness (1984, Arcade) – Programmierer, Designer
- Shooting Gallery (1987, Sega Master System) – Programmierer, Designer
- Missile Defense 3-D (1987, Master System) – Programmierer, Designer
- Shanghai (1988, Master-System-Portierung) – Programmierer
- California Games (1989, Master-System-Portierung) – Programmierer
- Dick Tracy (1990, Mega Drive) – Programmierer, Designer
- Kid Chameleon (1991, Mega Drive) – Programmierer, Designer
- Sonic the Hedgehog 2 (1992, Mega Drive) – Producer
- Crash ‘n Burn (1993, 3DO) – Programmierer, Designer
- Total Eclipse (1994, 3DO) – Programmierer, Designer
- Disruptor (1996, PlayStation) – Executive Producer, Designer
- Crash Bandicoot (1996, PlayStation) – Executive Producer
- Crash Bandicoot 2: Cortex Strikes Back (1997, PlayStation) – Producer, Designer
- Spyro the Dragon (1998, PlayStation) – Executive Producer, Designer
- Crash Bandicoot 3: Warped (1998, PlayStation) – Executive Producer, Designer
- Spyro 2: Gateway to Glimmer (1999, PlayStation) – Executive Producer
- Crash Bash (2000, PlayStation) – Producer, Designer
- Spyro 3: Year of the Dragon (2000, PlayStation) – Design Consultant
- Jak and Daxter: The Precursor Legacy (2001, PS2) – Programmierer
- Ratchet & Clank (2002, PS2) – Designer
- Jak II (2003, PS2) – Programmierer, Designer
- Ratchet & Clank: Going Commando (2003, PS2) – Designer
- Ratchet & Clank: Up Your Arsenal (2004, PS2) – Design Consultant
- Resistance: Fall of Man (2006, PS3) – Design Consultant
- Uncharted: Drakes Schicksal (2007, PS3) – Design Consultant
- Ratchet & Clank Future: Tools of Destruction (2007, PS3) – Design Consultant
- Resistance 2 (2008, PS3) – Designer
- God of War III (2010, PS3) – Design Consultant
- Killzone 3 (2011, PS3) – Design Consultant
- Knack (PS4) – Director, Designer